# Grande synagogue d'Alger
La grande synagogue d'Alger est une ancienne synagogue dans la casbah d'Alger en Algérie.
Inaugurée en 1865, elle est pendant près de cent années l'un des lieux de culte de la communauté juive algéroise. Le 12 décembre 1960, elle est profanée et saccagée par des émeutiers du FLN. En 1962, à l'indépendance du pays et à la suite de l'exode de la communauté juive, la synagogue est confisquée puis transformée en mosquée. On donne officiellement au lieu le nom de  Djamâa Farès, "mosquée Farès", mais pour beaucoup d'habitants elle reste la Djamâa Li houd (جامع اليهود), signifiant « la mosquée des juifs »,,.

## Origine de la synagogue
A l'endroit de la synagogue il y avait auparavant un terrain, vendu ensuite par les Français aux juifs d'Algérie qui y construisent une synagogue en 1845.

## Transformation en Mosquée Ben Farès
À la suite du départ des juifs d'Algérie comme la majorité des pieds-noirs lors de l'indépendance de l'Algérie, la synagogue est transformée en mosquée, appelé "Mosquée de Ben Farès".
L'origine du nom de la mosquée, selon ce qui était indiqué dans le livre des « mosquées de la ville d'Alger, ses zaouïa et ses sanctuaires à l'époque ottomane » de Ben Hamoush, est attribuée au quartier dans lequel vivait Hajj Ali Abdul Aziz ibn Farès, qui a fui l'Andalousie après sa chute en 1492 pour s'installer à Bejaia et puis à Alger, dans le quartier de la Casbah.

## Galerie

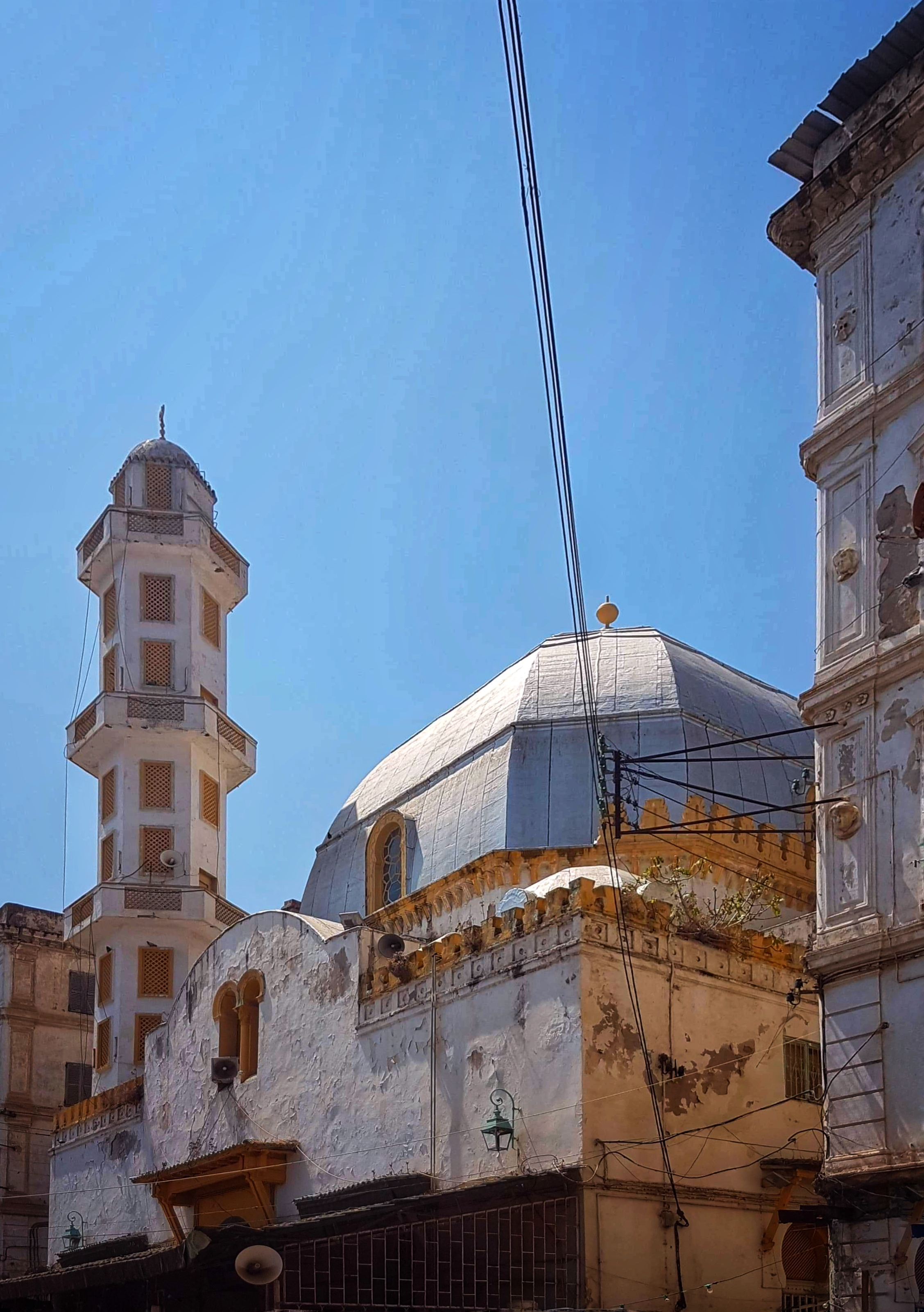
Grande synagogue d'Alger transformée aujourd'hui en mosquée.
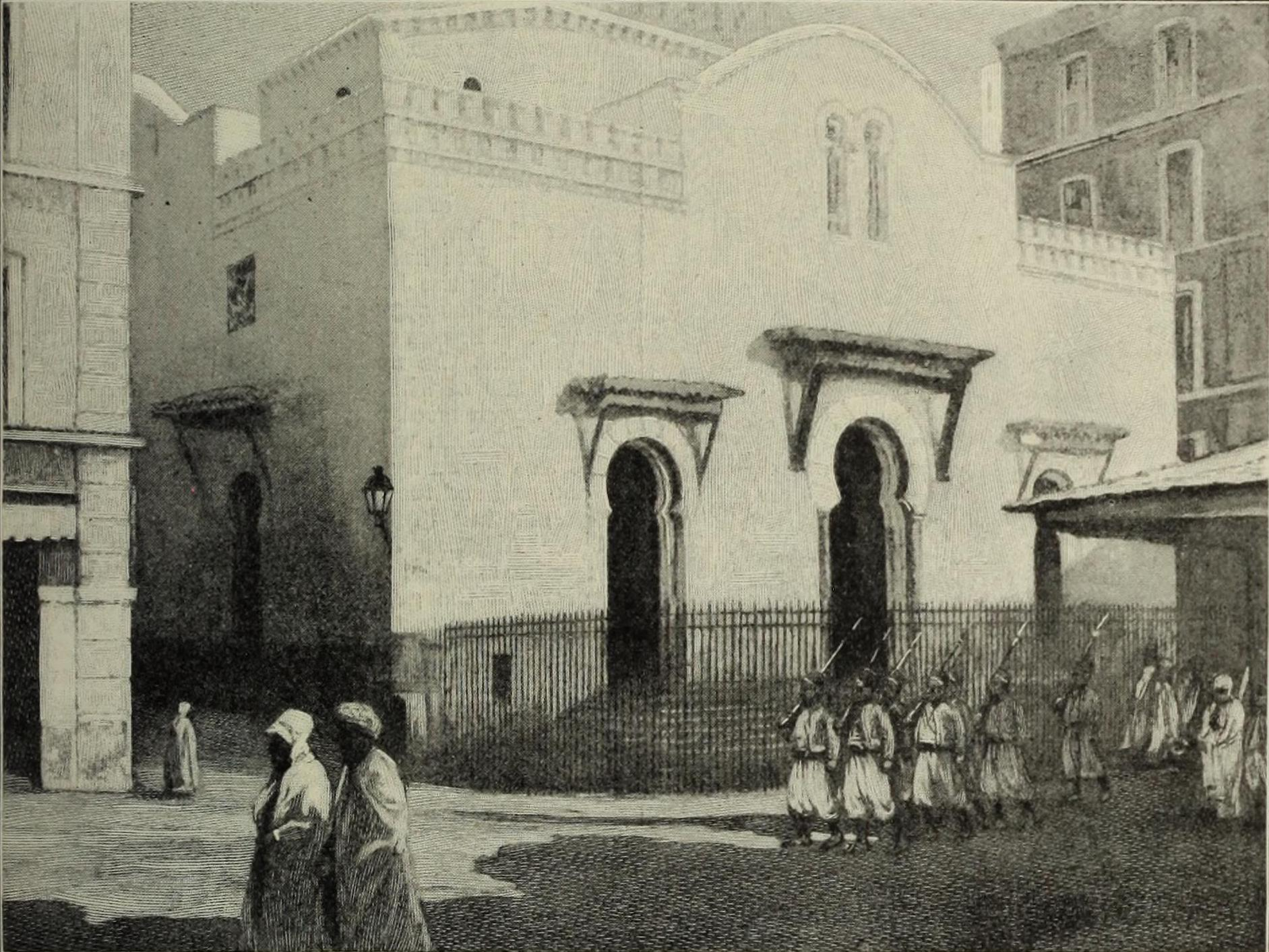
Relève de la garde devant la synagogue d’Alger pendant les émeutes de 1898.